# Frères Flores Magón

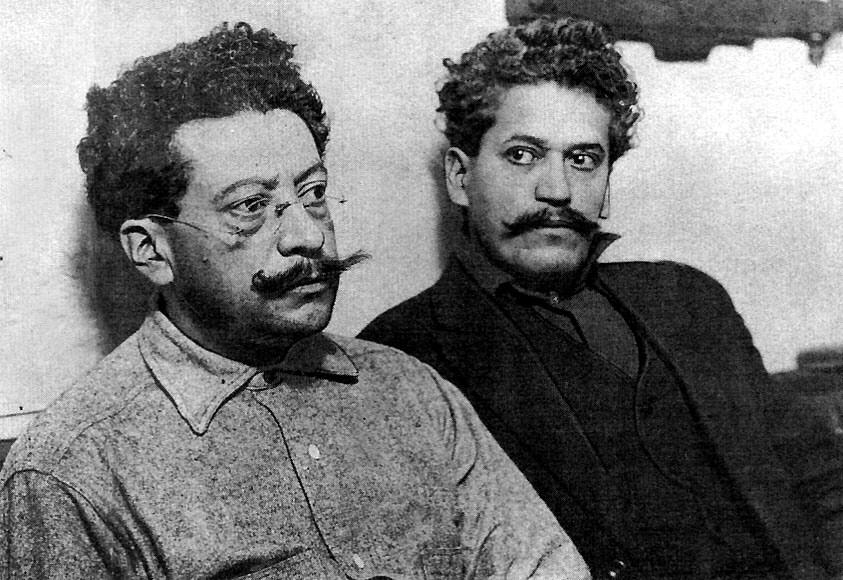
Ricardo et Enrique Flores Magón

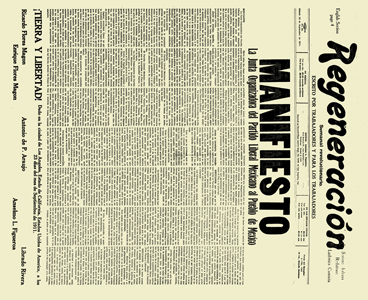
Regeneración du 23 septembre 1911.

Les trois frères Flores Magón sont des hommes politiques mexicains, considérés comme des précurseurs de la Révolution mexicaine.
Ils sont les fils de Tedoro Flores, un militaire de carrière qui combattit aux côtés de Santa Anna lors de la Guerre américano-mexicaine 1847 puis au service de Benito Juárez durant la Guerre de Réforme et avec Porfirio Díaz à la bataille du 2 avril 1867 contre le Second Empire mexicain. Leur mère était Margarita Magón.
Leur père garda une rancune tenace à l'égard de Díaz, qui, estimait-il ne l'avait pas suffisamment récompensé pour son action  à la bataille du 2 avril 1867.

## Ricardo (1874 – 1922)
Ricardo, né à Eloxochitlán, est le plus radical des trois et refuse de s'associer à Francisco I. Madero lors de la révolution, considérant son mouvement comme une rébellion de riches. Son manifeste de 1918, adressé aux anarchistes du monde, lui vaut de se faire condamner pour sabotage de l'effort de guerre et il décède en prison aux États-Unis.

## Enrique (1887 – 1954)
Enrique, politicien et écrivain, est né à Teotitlán (État d'Oaxaca) et décédé à Mexico. 
Il participe avec ses frères Ricardo et Jesús à l'écriture du journal Regeneracion. Il est également fondateur avec son frère Ricardo et quelques autres personnes du Partido Liberal Mexicano (Parti libéral mexicain) dans la ville de San Luis Missouri, parti de tendance anarchiste.
Il fut condamné et emprisonné pour ses idées et actions anarchistes puis exilé. Il retourne au Mexique en 1923 où il restera jusqu'à sa mort en 1954. Durant cette période il reste éloigné de la politique.

## Jesús (1871 – 1930)
Jesús, le plus âgé des frères Flores Magón, est né à San Simón (État d'Oaxaca) en 1871 et décédé à Mexico. Il réussit ses études d'avocat et fonde en 1900 avec ses frères Ricardo et Enrique le journal Regeneracion.
Il est le premier des frères à aller en prison pour s'être opposé au gouvernement du président Porfirio Diaz.
À la démission de Porfirio Diaz en 1911 suite de la prise de Ciudad Juárez par les troupes de Francisco Villa, il est appelé à collaborer avec le nouveau gouvernement mené par Francisco I. Madero. Il est alors nommé sous secrétaire de la Justice puis secrétaire du Gouvernement.
Jesús Flores Magón fut le moins radical des trois frères au point qu'il rompit les liens avec Ricardo et Enrique à cause de leur radicalisme. Lorsque ses deux frères à Los Angeles incitèrent un groupe d'anarchistes internationaliste à envahir la Basse-Californie et de créer une république socialiste indépendante tant du Mexique que des États-Unis, il tenta d'intervenir diplomatiquement mais en vain. À son retour, il entra en conflit avec le Président Francisco I. Madero et renonça à son poste.
Durant les années qui suivirent, il demeura à Mexico jusqu'à la prise du pouvoir par le révolutionnaire Venustiano Carranza. Il abandonne alors son pays car il avait été le colistier de Manuel Valero à la présidence du pays. Il revient à la mort de Venustiano Carranza.
Il meurt à Mexico le 7 décembre 1930.

## L’«invasion» de la Basse-Californie
Le mouvement armé initié par les frères Flores Magón en Basse-Californie en 1911 prit une tournure révolutionnaire de tendance anarchiste.
La prise de Mexicali par les magonistes émut les mexicains qu'ils soient partisans de Diaz ou de Madero, tous redoutant une intervention militaire des États-Unis, en effet ceux-ci avaient massé une force de 20 000 hommes à la frontière.
Le gouvernement de Diaz demanda leur retrait, mais Washington ne fit rien et prétexta des manœuvres militaires dans la région.
Les instances légales du Mexique les ont qualifiés de « flibusteros » (ce terme castillan n'a que peu de rapports avec la marine et qui fut employé par les juges mexicains n'est pas exactement celui de « flibustier » en français et recouvre d'autres genres de délits) et de « traîtres à la patrie ».
Ceux qui combattirent l'invasion firent remarquer que parmi les envahisseurs se trouvait une majorité  d'étrangers en majorité des citoyens américains sans aucune relation avec le mouvement madériste ou d'autre mouvements révolutionnaires. Les magonistes prirent aussi la ville de Tijuana (qui ne comptait pas plus de 100 habitants) mais furent vaincus et chassés par les troupes d'un chef politique de la Ensenada, Celso Vega, ce qui rendit moins probable une intervention américaine sur le territoire mexicain. 
La polémique se poursuit toujours. Les Flores Magón furent-ils des traîtres ou des héros ?
Dans le cadre du programme de commémoration de la Révolution de 1910, le gouvernement mexicain a fait frapper en 2008 une pièce de monnaie de 5 pesos de circulation courante à l'effigie de Ricardo Flores Magón.